# 20. lipnja
20. lipnja (20. 6.) 171. je dan godine po gregorijanskom kalendaru (172. u prijestupnoj godini).
Do kraja godine imaju još 194 dana.

## Događaji
- 451. – Bitka na Katalaunskim poljima (danas Chalons u Francuskoj), rimski vojskovođa Flavije Aecije pobjeđuje Atilu.
- 1819. – u engleski grad Liverpool uplovio je brod SS Savannah, prvi parobrod koji je preplovio Atlantski ocean. Putovanje od američke luke Savannah, Georgia, trajalo je 27 dana i 11 sati
- 1837. – Princeza Viktorija postala je kraljica Viktorija od Engleske
- 1891. – Velika Britanija i Nizozemska definirali su granice kolonijalnih posjeda na otoku Borneu
- 1908. – Grof Zeppelin prvi put je poletio svojom četvrtom letjelicom u Friedrichshafenu, Njemačka
- 1923. – ubijen Pancho Villa
- 1928. – Puniša Račić izvršio atentat na hrvatske narodne zastupnike u Skupštini Kraljevine Srba, Hrvata i Slovenaca u Beogradu, nakon atentata uzviknuvši Živjela Velika Srbija!.
- 1936. – Američki atletičar Jesse Owens postigao novi svjetski rekord u trci na 100 metara - 10,2 sekunde
- 1944. – Američki Kongres donio je odobrenje o formiranju Američke obavještajne službe (CIA)
- 1960. – Američki boksač Floyd Patterson nokautirao u meču u New Yorku Šveđanina Ingemara Johanssona i postao prvi boksač koji je uspio povratiti titulu svjetskog prvaka u teškoj kategoriji
- 1963. – Uspostavljen "crveni telefon" između Moskve i Washingtona
- 1967. – Američki boksač, olimpijski pobjednik u poluteškoj i svjetski prvak u teškoj kategoriji, Cassius Clay osuđen je u Houstonu zbog odbijanja služenja vojske tijekom rata u Vijetnamu.
- 1972. – Bugojanska skupina, hrvatska gerilska skupina ušla u Hrvatsku preko Slovenije.
- 1972. – Bela Gabrić, bački hrvatski kulturni djelatnik, uhićen od jug. vlasti za razdoblja progona proljećara.
- 1973. – Povratak bivšeg predsjednika Juana Perona u Argentinu nakon 18 godina
- 1990. – Prihvaćeni amandmani na hrvatski Ustav
- 1990. – Podignut hrvatski barjak pred Hrvatskim saborom
- 1990. – U potresu koji je zahvatio Iran poginulo skoro 100 000 ljudi
- 1991. – Njemački Bundestag tijesnom većinom izglasao premještanje prijestolnice iz Bonna, koji je bio glavni grad Zapadne Njemačke, u Berlin
- 1992. – vođe Češke i Slovačke Vaclav Klaus i Vladimir Mečijar postigli dogovor o razdvajanju Čehoslovačke na dvije države
- 1992. – predsjedništvo BiH proglasilo je ratno stanje, objavilo opću mobilizaciju i uvelo radnu obvezu.

| - 1819. – Jacques Offenbach, njemački skladatelj († 1880.) - 1861. – Frederick Gowland Hopkins, engleski biokemičar i nobelovac († 1947.) - 1901. – Max Euwe, nizozemski matematičar, bivši svjetski šahovski prvak i predsjednik FIDE (1970. – 1978.) († 1981.) - 1933. – Danny Aiello, američki glumac († 2019.) - 1942. – Brian Wilson, američki skladatelj (The Beach Boys) - 1942. – Zdenka Vučković, hrvatska pjevačica († 2020.) - 1949. – Eligio Legović, hrvatski arhitekt - 1949. – Lionel Richie, američki pjevač - 1961. – Vesna Škare-Ožbolt, hrvatska političarka - 1967. – Nicole Kidman, australska glumica - 1985. – Mirna Medaković, hrvatska glumica - 1988. – Marco Graziani, hrvatski violinist - 1988. – Katarina Baban, hrvatska glumica | - 840. – Ludovik I. Pobožni, franački car (* 778.) - 1597. – Willem Barents, nizozemski polarni istraživač - 1605. – Fedor II., ruski car (* 1589.) - 1837. – Vilim IV., engleski kralj (* 1765.) - 1908. – Josip Račić, hrvatski slikar (* 1885.) - 1928. – Đuro Basariček, hrvatski političar (* 1884.) - 1928. – Pavle Radić, hrvatski političar i nećak Stjepana Radića (* 1880.) - 1933. – Clara Zetkin, njemačka revolucionarka (* 1857.) - 1952. – Luigi Fagioli, talijanski automobilist (* 1898.) - 1965. – Bernard Baruch, američki biznisman (* 1870.) - 1966. – Georges Lemaître, belgijski svećenik i znanstvenik (* 1894.) - 1995. – Émil Cioran, francuski filozof (* 1911.) - 2005. – Jack Kilby, američki inženjer i dobitnik Nobelove nagrade za fiziku (* 1923.) - 2022. – Štefan Geošić, gradišćansko-hrvatski prevoditelj i autor (* 1927.) |